# Deutsche Stunde

Schriftzug der Deutschen Stunde in Bayern, 1922

Die Deutsche Stunde (Gesellschaft für drahtlose Belehrung und Unterhaltung mbH) wurde als Hörfunk-Veranstalter in der Weimarer Republik gegründet. Sie war eine Tochtergesellschaft des Wirtschaftsnachrichtenbüros Eildienst, das wiederum dem Außenministerium nahestand. Zu Beginn des Rundfunks war die Deutsche Stunde synonym mit einer Radiosendung.

## Geschichte

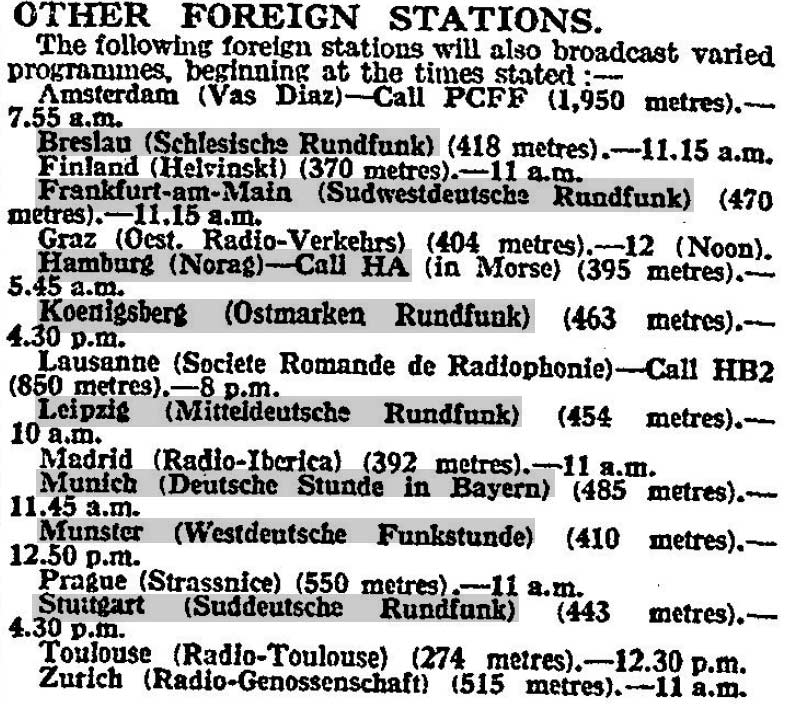
Die Londoner Times listet 1925 deutsche Sendungen auf, darunter auch regionale Deutsche Stunden und Funkstunden.

Die Deutsche Stunde wurde am 22. Mai 1922 gegründet. Laut Gesellschaftsvertrag war die Aufgabe der Deutschen Stunde „[d]ie gemeinnützige Veranstaltung von öffentlichen Konzerten und Vorträgen, belehrenden, unterhaltenden sowie alle weiteren Kreise der Bevölkerung interessierenden Darbietungen auf drahtlosen Wege im Deutschen Reiche“. Sie beantragte noch im Mai eine Sendegenehmigung bei der Reichspost. Vorstand der Gesellschaft wurde der Chefredakteur des Eildienst Ernst Ludwig Voss.
Anders als die privatwirtschaftlichen Rundfunkunternehmen plante die Deutsche Stunde zunächst kein Programm für private Empfangsgeräte. Sie hatte ihr Programm als sogenannten Saalfunk konzipiert, der in Kino- und andere Versammlungsräume übertragen werden sollte. Die zu dieser Zeit noch mangelhafte Qualität der Saallautsprecher verzögerte den Start des Dienstes. Aufgrund der reichweitenschwachen Sendetechnik und um der Kulturhoheit der Länder gerecht zu werden, wurde der Plan für einen zentralen Rundfunk aufgegeben und auf eine Regionalisierung des Rundfunks gesetzt. Voss bemühte sich daher private Investoren zu finden, die zusammen mit der Reichspost regionale Rundfunkgesellschaften gründen.
Alle Rundfunkgesellschaften im Überblick:
| Stadt                | Name                                                        | Gründungsdatum | Testbetrieb ab | Sendebetrieb ab |
| -------------------- | ----------------------------------------------------------- | -------------- | -------------- | --------------- |
| München              | Deutsche Stunde in Bayern                                   | 18. Sep. 1922  | ?              | 30. März 1924   |
| Berlin               | Radio-Stunde, später Funk-Stunde Berlin                     | 10. Dez. 1923  | 18. Okt. 1923  | 29. Okt. 1923   |
| Frankfurt am Main    | Südwestdeutsche Rundfunk AG                                 | 7. Dez. 1923   | ?              | 1. Apr. 1924    |
| Königsberg           | Ostmarken Rundfunk AG                                       | 2. Jan. 1924   | ?              | 14. Juni 1924   |
| Hamburg              | Nordische Rundfunk AG                                       | 16. Jan. 1924  | ?              | 2. Mai 1924     |
| Leipzig              | Mitteldeutsche Rundfunk AG                                  | 22. Jan. 1924  | ?              | 2. März 1924    |
| Stuttgart            | Süddeutsche Rundfunk AG                                     | 3. März 1924   | ?              | 11. Mai 1924    |
| Breslau              | Schlesische Funkstunde                                      | 4. Apr. 1924   | ?              | 26. Mai 1924    |
| Münster, später Köln | Westdeutsche Funkstunde AG, später Westdeutsche Rundfunk AG | 15. Sep. 1924  | ?              | 10. Okt. 1924   |
| Berlin               | Deutsche Welle GmbH                                         | 29. Aug. 1924  | ?              | 7. Jan. 1926    |

Die Drahtloser Dienst AG (Dradag) und die Deutsche Stunde gründeten im Januar 1924 den Reichsrundfunkverband e. V. als gemeinsamen Interessenvertreter. Andersherum ließ sich dieser Verein auch nutzen, um zentral Einfluss auf die Sender zu nehmen. Da sich die Reichspost ebenfalls Einfluss auf die Sender sichern wollte, knüpfte sie an die Erteilung einer Sendekonzession Bedingungen. Zum einen war eine 51%ige Beteiligung der Reichspost an den regionalen Rundfunkgesellschaften obligatorisch, ohne dass die Sender dafür eine Gegenleistung erhielten. Zum andern hatten die regionalen Rundfunkgesellschaften eine Holding zu gründen, an der die Reichspost ebenfalls mit 51 % beteiligt wurde. Die restlichen 49 % teilten sich die regionalen Rundfunkgesellschaften. Ausnahmen waren die Deutsche Stunde in Bayern, die vor dieser Regelung gegründet worden war, sowie die Deutsche Welle, die als reichsweiter Sender arbeitete. Die Holding wurde am 15. Mai 1925 als Reichs-Rundfunk-Gesellschaft (RRG) gegründet. Sie eignete sich besser zur zentralen Steuerung der einzelnen Sender. Daher wurden der Reichsrundfunkverband und die Deutsche Stunde kurz nach der Gründung der RRG aufgelöst.